# Epimorius caribellus
Epimorius caribellus är en fjärilsart som beskrevs av Ferguson 1991. Epimorius caribellus ingår i släktet Epimorius och familjen mott. Inga underarter finns listade i Catalogue of Life.